# Svansen i kläm
Svansen i kläm är ett svenskt barnprogram vars första säsong hade 8 avsnitt. Programmet hade premiär på Barnkanalen 5 januari 2018. Svansen i kläm handlar om en kängurufamilj som flyttar från Australien till Sverige. Serien har regisserats av Kristian Dahl  och för manus svarar Peter Arrhenius.

## Rollista
| - Anton Forsdik – Benjamin - Ida Hedlund-Stenmarck – Molly - Fredrik Hallgren – Paul - Lisbeth Johansson – Rose - Marielle Malmberg – Victoria - Nova Miller – Filippa - Andreas Karlsson – Rektorn | - Anneli Martini – Läraren - Leo Stark – Adam - Ella Elofsson – Mira - Nora Olsson-Gärd – Hanna - Teodor Abreu – Lärare - Edvard Olsson – Skolelev |